# McGrath
McGrath är en ort (city) i Yukon-Koyukuk Census Area i delstaten Alaska i USA. Orten har 301 invånare (2020), på en yta av 124,17 km².